# Gruppa A 1936 (primavera)
L'edizione 1936 - di primavera - della Gruppa A fu la prima del massimo Campionato sovietico di calcio e vide la vittoria finale della Dinamo Mosca.
Capocannoniere del torneo fu Michail Semičastnyj (Dinamo Mosca), con 6 reti.

## Stagione

### Formula
I club partecipanti erano solo sette: erano tutte proveniente dalla Repubblica Socialista Federativa Sovietica Russa, tranne la Dinamo Kiev, proveniente dalla Repubblica Socialista Sovietica Ucraina.
Le 7 squadre si incontrarono tra di loro in gare di sola andata: il sistema prevedeva tre punti per la vittoria, due per il pareggio e uno per la sconfitta.

## Squadre partecipanti

### Profili
| Club              | Rosa     | Repubblica  | Città      | Stadio                                  |
| ----------------- | -------- | ----------- | ---------- | --------------------------------------- |
| CDKA Mosca        | dettagli | RSFS Russa  | Mosca      | Stadion Central'nogo Doma Krasnoj Armii |
| Dinamo Kiev       | dettagli | RSS Ucraina | Kiev       | Stadio Repubblicano                     |
| Dinamo Leningrado | dettagli | RSFS Russa  | Leningrado | Stadio Dinamo                           |
| Dinamo Mosca      | dettagli | RSFS Russa  | Mosca      | Central'nyj Stadion Dinamo              |
| Krasnaja Zarja    | dettagli | RSFS Russa  | Leningrado | Stadio Lenin                            |
| Lokomotiv Mosca   | dettagli | RSFS Russa  | Mosca      | Stadio Stalinec'                        |
| Spartak Mosca     | dettagli | RSFS Russa  | Mosca      | Central'nyj Stadion Dinamo              |

## Allenatori e primatisti
| Squadra                  | Allenatore         | Giocatore più presente (tra parentesi il numero delle presenze)                                                                                   | Capocannoniere (tra parentesi il numero dei gol segnati) |
| ------------------------ | ------------------ | --- | -------------------------------------------------------- |
| CSKA Mosca               | Pavel Chalkiopov   | Kostantin Malinin, Evgenij Nikišin, Aleksandr Ščavelev, Evgenij Šelagin, Pëtr Petrov, Pёtr Zenkin, Ivan Mitronov (6)                              | Evgenij Šelagin (3)                                      |
| Dinamo Kiev              | Mojsej Tovarovskij | Nikolaj Machinja, Michail Bolin, Vladimir Greber, Viktor Šilovskij, Fёdor Tjutčev, Ivan Kuz'menko, Konstantin Ščegodskij (6)                      | Kostantin Ščegodskij, Makar Gončarenko (4)               |
| Dinamo Leningrado        | Pavel Batyrev      | Aleksej Var'šev, Michail Judenič, Pёtr Dement'ev, Aleksandr Fёdorov, Pёtr Kiselёv, Nikolaj Smol'nikov, Aleksandr Kuz'minskij, Nikolaj Svetlov (6) | Viktor Fёdorov (2)                                       |
| Dinamo Mosca             | Konstantin Kvašnin | Vasilij Pavlov, Sergej Il'in, Vasilij Smirnov, Evgenij Eliseev, Michail Semičastnyj, Aleksandr Rёmin (6)                                          | Michail Semičastnyj (6)                                  |
| Krasnaja Zarja Leningrad | Michail Okun'      | Lev Lichvincev, Vasilij Toptalov, Pёtr Grigor'ev, Ivan Smirnov, Boris Oreškin (5)                                                                 | Nikolaj Jarcev, Vladimir Lemešev (2)                     |
| Lokomotiv Mosca          | Aleksej Stoljarov  | Michail Žukov, Vitalij Strelkov, Aleksej Stoljarov, Nikolaj Micheev, Il'ja Gvozdkov, Ivan Andreev, Vasilij Serdjukov Aleksej Sokolov (6)          | Viktor Lavrov (3)                                        |
| Spartak Mosca            | Antonín Fivebr     | Stanislav Leuta, Gavrill Putilin, Aleksandr Michailov, Andrej Starostin, Vladimir Stepanov (6)                                                    | Georgij Glazkov (5)                                      |

## Classifica finale
|                             | Pos. | Squadra           | Pt | G | V | N | P | GF | GS | DR  |
| --------------------------- | ---- | ----------------- | -- | - | - | - | - | -- | -- | --- |
| Unione Sovietica (bandiera) | 1.   | Dinamo Mosca      | 18 | 6 | 6 | 0 | 0 | 22 | 5  | +17 |
|                             | 2.   | Dinamo Kiev       | 14 | 6 | 4 | 0 | 2 | 18 | 11 | +7  |
|                             | 3.   | Spartak Mosca     | 13 | 6 | 3 | 1 | 2 | 12 | 7  | +5  |
|                             | 4.   | CDKA Mosca        | 11 | 6 | 2 | 1 | 3 | 13 | 18 | -5  |
|                             | 5.   | Lokomotiv Mosca   | 10 | 6 | 2 | 0 | 4 | 7  | 11 | -4  |
|                             | 6.   | Dinamo Leningrado | 9  | 6 | 1 | 1 | 4 | 5  | 12 | -7  |
|                             | 7.   | Krasnaja Zarja    | 9  | 6 | 1 | 1 | 4 | 8  | 21 | -13 |

### Verdetti
- Dinamo Mosca Campione dell'Unione Sovietica primavera 1936.

## Risultati
|                           | DiM | DiK | SpM | CDKA | LoM | DiL | KZL |
| Dinamo Mosca              |     |     | 1:0 | 6:2  | 3:1 | 2:0 | 5:1 |
| Dinamo Kiev               | 1:5 |     | 1:3 |      |     | 1:0 |     |
| Spartak Mosca             |     |     |     | 0:3  |     | 6:1 |     |
| CDKA Mosca                |     | 1:6 |     |      | 0:3 |     | 6:2 |
| Lokomotiv Mosca           |     | 0:2 | 0:2 |      |     |     |     |
| Dinamo Lenigrado          |     |     |     | 1:1  | 3:1 |     | 0:1 |
| Krasnaya Zarya Leningrado |     | 2:7 | 1:1 |      | 1:2 |     |     |